# محمد العياشي العجرودي
محمد العياشي العجرودي (22 ديسمبر 1951 -) هو مهندس ورجل اعمال وصناعة تونسي-فرنسي. 
.

## حياته ونشأته
ولد في قابس جنوب تونس، من عائلة عسكرية نشطت في الجيش الفرنسي في تونس والجيش التونسي بعد الاستقلال
فجده خدم ضابطا في الجيش الفرنسي -خلال الحرب العالمية الأولى- وكذا الشأن بالنسبة لعمه وأبيه الذين التحقا بالجيش التونسي مباشرة إثر الاستقلال بعد أن طلب بورقيبة من كل ضباط الشرطة والجيش التونسيين العاملين في صفوف القوات الفرنسية الالتحاق بالقوات التونسية الفتية قصد تدريبها بل أن عمه استطاع الوصول إلى رتبة قائد أركان..
والده شجعه لاتمام دراسته. غادر قابس إلى ليل في فرنسا، حيث تحصل على الباكالوريا في عام 1967، بدأ الدراسات البحرية في سانت مالو والإبحار لمدة خمس سنوات لإكمال يصبح ضابط في البحرية التجارية. ثم انضم إلى كلية الدراسات العليا للمهندسين في ليل (بوليتكنك ليل الحالي) حيث تخرج مهندس في البحرية المدنية في 1978.

## مسيرته
منذ عام 1977، محمد العياشي العجرودي يعمل لصالح شركة الأشغال البترولية والبحرية متخصصة في مجال النفط والأعمال البحرية ومقرها با-دو-كاليه فرنسا
في عام 1980، اشتراها وأسس شركته الخاصة«الهندسة الميكانيكية»، AMIS (ارتواز لصيانة الصناعية والخدمات) لبناء السكك مثل السكك مترو «كراكاس» و«ليل» وكذلك السكك الحديدية في«كوزنسا» (إيطاليا).
كما انه اخترع نظام الري تحت الأرض "Portube" المستخدمة في جهاز المكافئة من خلال سعر LANVAR.
على اثرها، أسس شركة تحمل نفس الاسم لتصنيع وتسويق المنتجات، وخاصة في المملكة العربية السعودية
(القصر الملكي والمطارات والطرق السريعة والزراعة) وفي فرنسا
خلال مسيرته المهنية أصبح محمد العياشي العجرودي مالكا لأكثر من 260 شركة ومؤسسة في كل قارات العالم بما فيها الولايات المتحدة الأمريكية ذاتها واليابان والصين وبريطانيا. وتشمل مؤسساته كل الميادين المربحة مثل تحلية المياه والتنقيب عن النفط والصناعات البترولية ورسكلة النفايات وتحويلها إلى طاقة والطاقة البديلة ومقاولات البناء وتعشيب الملاعب والقصور ومكاتب الاستشارات والبورصة وصناعة آلات الحفر والتنقيب ومنظومات الري الحديثة والسكك الحديدية وتصريف المياه المستعملة ومعالجة التلوثات والإشعاعات والسياحة والفندقة وغيرها نذكر ابرزهم
"سوجترام", "فرارا"،سنسفيم" و"كنيم"
انشطته الصناعية والتكنولوجية توسعت إلى دول الخليج، وخاصة في المملكة العربية السعودية، حيث خبرته وقدرته علي الاتصال جعلته
من ابرز صناع القرار الاقتصادي والسياسي.وفقا التحديات فأنه من قام بالتفاوض لبيع للالمملكة العربية السعودية
أربع محطات لطاقة النظيفة لصالح المجموعة الفرنسية "كنيم"، عقد بقيمة أكثر من مليار يورو."
ووفقا للموقع الرسمي لمحمد العياشي العجرودي فان، كريستيان بروت، الرئيس التنفيذي لشركة السويس البيئية للشرق الأوسط حتى عام 2002 ياكد انه قد حصل على العديد من العقود وذلك بفضل منه، وخاصة الاتفاق التاريخي والذي اختص SAFEGE (فرع السويس) عين كمساعد إدارة مشاريع فريدة من نوعها لتجديد وتوسيع البنية التحتيةوتحلية المياه في محافظة مكة المكرمة (أكثر من عشرة مليارات في عشر سنوات).
اثر عملية الخصخصة لسنة 1990 في تونس استثمر عدة ملايين دينار وفي عام 1995 اشترئ شركة سوجترام، وهي شركة نقل البضائع، فضلا عن الحصول على اثنين من الفنادق. وفي يوم 27 مارس 2010 وقع اتفاق شراكة مع المكتب الوطني للصرف الصحي لتأسيس شركة مشتركة «اوناس» الدولية، وليس فقط لتصدير الخدمات الاستشارية، ولكن أيضا إدارة وتنفيذ مشاريع في مجال البيئة والصرف الصحي.

## فيوليا Veolia
في 3 يونيو 2004، اجتمع، محمد العياشي العجرودي في فندق جورج V مع شخصيات مختلفة من أجل مناقشة إنشاء شركة تابعة لشركة فيوليا فيوليا (شركة) المجموعة التي ستنشأ في المملكة العربية السعودية وإطلاق غزوها للشرق الأوسط
هنري بروقليو، رئيس مجلس إدارة شركة فيوليا البيئة، آلان مارسو، القاضي السابق ونائب حزب الاتحاد من أجل الحركة الشعبية ايمانويل بوتي اطار سامي في شركة فيوليا ورجل الأعمال ألكسندردجوهري
منذ بداية المفاوضات، ويقول بيير بيان في كتابه حقائب الجمهورية الذي نشر في عام 2011، محمد العياشي العجرودي «يقترح إنشاء شركة فيوليا الشرق الأوسط على أساس حصته 49٪ من راس المال و51٪ من قبل شركة فيوليا»
دجوهري طلب منه أن يسلم في 20٪ من أسهم الشركة لأنه يقول «لا مفر منه، ولا يمكن أن يتم أي شيء من دونه في فيوليا»
محمد العياشي العجرودي رفض بشكل قاطع واعتبره ابتزاز. على الجانب الآخر، ندين الاتهامات الباطلة ل «سينتقم ان لم تأخذ على محمل الجد»
ولم يتنازل لإنشاء شركةفيوليا في الشرق الأوسط، للراغبين في شراء اسهم فيفندي التي لتزال في راس مال فيوليا وهو ما كان كفيل لتحريك غضب دجوهري ومجموعته
وحسب ما كتبه بيير «إضافة للعمليات السرية المختلفة من أصدقاء الكسندر دجوهري لتخويف العجرودي، تلقى زيارة من قبل آلان جوليت، الذي غادر المديرية العامة للأمن الخارجي ليهتم بذكاء الأعمال داخل الأمانة العامة للدفاع الوطني [و...] اقترح أن لا يأخذ أكثر من 10٪ من اسهم فيوليا لأن الاليزيه [...] يرى بعين قاتمة اهتماماته في هذه الشركة»
تنتهي هذه القصة في العدوان الجسدي ضد العجرودي في جناحه في فندق جورج V ، مرتكبي هذه الحادثة هم لوران عوباديا قديم في فيفندي تم تحويله إلى المجلس والدجوهري.
وفي أعقاب الحادث، تقدمت فيوليا بشكوى ضد العجرودي بتهمة الاحتيال وخيانة الأمانة لكي لا تباع له اسهم فيفندي
في 3 مارس2006، حفظت الشكوى دون أي إجراء آخر ولكن محمد العياشي العجرودي لم يتوقف هناك وتقدم بشكوى ضد فيوليا لاتهامه الباطلة.
في 17 سبتمبر 2008، بعد ما يقرب من أربع سنوات من الحادثة، العدالة تدين شركة فيوليا لأنها تعتمد على وقائع غير صحيحة.

## حياته السياسية
في 29 حزيران 2013، بعد محاولة عبثا التأثير على الخيارات الاجتماعية والاقتصادية للحكومة علي العريض، أطلق حزبه السياسي الخاص، حركة التونسي للحرية والكرامة، وينسج تحالفا استراتيجيا مع حزب المبادرة لكمال مرجان وزير الشؤون الخارجية والدفاع في ظل رئاسة بن علي.
وقد ادهش الجميع يوم 16 سبتمبر عام 2014، قبل أسابيع فقط من الانتخابات أعلن انسحابه من المنافسة الانتخابية، مشيرا إلى أنه "انه لا يسعى للمناصب والكراسي [...] شارك في الحياة السياسية لخدمة بلاده وليس لاستغلالها، وان طموحه النهوض بتونس اجتماعيا واقتصاديا وطاقيا وان دوافعه وطنية وليست ربحية، رغم انه تحصل على أكثر من 20,000 تزكية معركته هي الاقتصادية والاجتماعية. وان لم يكن مرشح لقصر قرطاج فسيضل دائما جندي على ارض تونس
في 12 تشرين الاول، نشر مقالا يحتوي تقييما يدين من الترويكا، ندد بما في ذلك «السياسيين الجشعين عموما، غير كفء في كثير من الأحيان، متعطشين للسلطة، يسيطر عليهم الجشع وانعدام الوطنية» وأن «تونس فقدت نقاط القوة التي يمكن أن نبني بها، وهي استقرار الاقتصاد الكلي، والقدرة على القيام أعمالها، ثقة مشغلي الداخلية والخارجية [...]الاستقرار والأمن والسكينة»

## حياته الإعلامية
في أغسطس 2013، اشترى محمد العياشي العجرودي قناة الجنوبية تي في
في 6 تشرين الثاني 2013، تم إغلاق مقر القناة وصادرت معداته نتيجة لخلاف مالي بين صاحب المحل والعجرودي. اكتشف العجرودي ان صاحب المحل صاحب المحل قام بتزوير الوثائق المحاسبية للشركة التي قدمها وقدمت شكوى لإلغاء الحكم ووقف التنفيذ.
بعد قرار الهيئة العليا المستقلة للاتصال السمعي البصريعلى تعليق بث القنوات التلفزية التي لم تملك ترخيص وإلحاق غرامة قدرها 50,000 دينار، وتوقفت قناة الجنوبية تي في عن بثها من تونس واستانفت بثها من مقرها بباريس فرنسا يوم 1 أكتوبر2014

## جوائز
في عام 1989 تحصل على الجائزة منحت لجامعة غنت من قبل مؤسسة هو عضو بها يحاربون ضد التصحر في أفريقيا والشرق الأوسط
في عام 2009، تحصل على الدكتوراه من جامعة قناة السويس، في فبراير 2012، تم تكريمه من قبل مدينة هنتنغتون بيتش(كاليفورنيا) لاستثماراته ومشاريعه المستقبلية.

## حياته الخاصة
مقيم بالمملكة العربية السعودية منذ سنة 1985 متزوج بفرنسية، جوزات، وله ولدان مهدي وزكريا